# اف‌اف. ۲۹
اف‌اف. ۲۹ (به انگلیسی: Friedrichshafen_FF.29) یک هواگرد ملخ‌پیشین تک‌موتوره از نوع گشت دریایی ساخت شرکت Flugzeugbau Friedrichshafen است. هواگرد اف‌اف. ۲۹ نخستین پروازش را در ۱۹۱۰ میلادی انجام داد. این هواگرد در سال ۱۹۱۴ میلادی رسماً معرفی گردید. در مجموع، تعداد ۳۰+ فروند از این هواگرد ساخته شده‌است.